# Орден Нації (Ямайка)
О́рден На́ції (англ. Order of the Nation) — державна нагорода Ямайки.
Орденом можуть бути нагороджені генерал-губернатори Ямайки та прем'єр-міністри Ямайки, якщо вони до цього не були удостоєні ордена Національного Героя.
Кавалер ордена називається «Найвидатнішим» (англ. The Most Honourable) і має право ставити після свого імені літери ON.
Девіз ордена — «Один народ під Богом» (англ. One Nation Under God).

## Опис нагороди
Інсиґнії ордена складаються з нагрудної зірки і широкої черезплічної стрічки.
Знак ордена являє собою зірку білого золота з дванадцятьма гострокінцевими двогранними променями, між якими — золоті плоди ананасу. У центрі знаку — круглий медальйон червоної емалі із зображенням золотого рельєфного герба Ямайки, оточений девізом ордена золотим написом на зеленій емалі «ONE NATION UNDER GOD», слова якого розділені крапками.
Стрічка ордену червоного кольору з тонкими зеленими смужками, що відступають від краю.

## Кавалери ордена

### Генерал-губернатори
- Його Зверхність, Найвидатніший сер Патрік Лінтон Аллен, ON.
- Найвидатніший сер Флорізель Егастус Глеспол, ON.
- Найвидатніший сер Кліфорд Кларенс Кемпбел, ON.
- Найвидатніший сер Говард Фелікс Генлен Кук, ON.

### Прем'єр-міністри
- Найвидатніший Майкл Норман Менлі, ON, OM.
- Найвидатніший Персівал Ноел Джеймс Патерсон, ON.
- Найвидатніший сер Дональд Барнс Сангстер, ON.
- Найвидатніший Едвард Філіп Джордж Сіага, ON.
- Найвидатніша Поршія Лукреція Сімпсон-Міллер, ON.
- Найвидатніший Г'ю Ласон Ширер, ON, OJ.